# Anchista fenestrata
Anchista fenestrata – gatunek chrząszcza z rodziny biegaczowatych i podrodziny Lebiinae.

## Taksonomia
Gatunek ten opisany został po raz pierwszy w 1846 roku przez Hermanna Maximiliana Schmidta-Göbela pod nazwą Plochionus fenestratus. Jako miejsce typowe wskazano Birmę. W 1877 roku Maximilien Chaudoir opisał Anchista glabra z Puducherry oraz Anchista subpubescens z północnego Hindustanu. W 1892 roku Henry Walter Bates przeniósł P. fenesratus do rodzaju Endynomena, a w 1923 roku Herbert Edward Andrewes przeniósł go do rodzaju Anchista. W 2013 roku Shi Hongliang, Zhou Hongzhang i Liang Hongbin zsynonimizowali z omawianym gatunkiem A. glabra i A. nepalensis, zaś A. subpubescens obniżyli rangę do podgatunku w jego obrębie.

## Morfologia

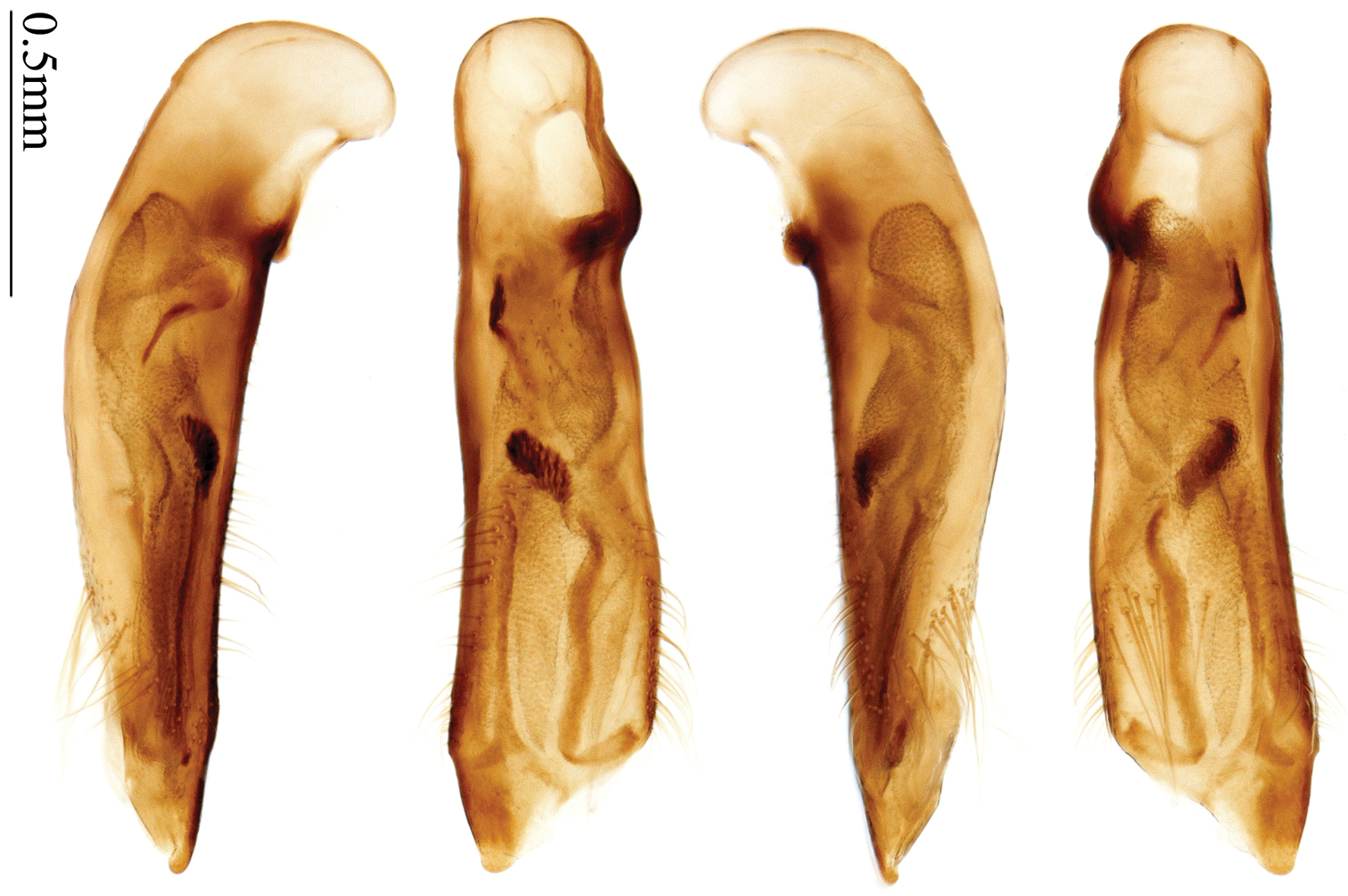
Środkowy płat edeagusa

Chrząszcz o ciele długości od 7,7 do 8,5 mm. U podgatunku nominatywnego wierzch ciała jest nagi, u A. f. subpubescens zaś równomiernie i delikatnie owłosiony.
Głowa jest żółtawa do rudożółtej z żółtawobrązowymi lub rudobrązowymi członami czułków od drugiego do jedenastego, pozbawiona mikrorzeźby, z kilkoma delikatnymi punktami na ciemieniu.
Przedplecze jest żółtawe do rudożółtego z jaśniejszymi rozpłaszczeniami brzegów bocznych, niewyraźnie mikrorzeźbione, w zarysie sercowate, najszersze przy środku długości, o brzegach bocznych lekko zagiętych kanciasto pośrodku i silnie zafalowanych przed kątami tylnymi, kątach tylnych zaostrzonych i płatowatej nasadzie. Wyraźna i mocno wgłębiona linia środkowa jest na przedzie i przed nasadą punktowana. Dołki przypodstawowe przedplecza zaopatrzone są w kilka punktów. Rozpłaszczenia brzegów bocznych są szerokie i zaopatrzone w kilka grubych punktów. Ubarwienie pokryw cechuje się ciemnobrązowym do czarnego tłem ze zmiennym, żółtawym do rudożółtego wzorem. Rzędy są płytkie, drobno punktowane, międzyrzędy zaś słabo sklepione, punktowane delikatnie i rzadko oraz pokryte wyraźną mikrorzeźbą o równych średnicach oczek siatki. Trzecie międzyrzędy pokryw mają od trzech do pięciu chetoporów u podgatunku nominatywnego i od pięciu do ośmiu u A. f. subpubescens, a piąte międzyrzędy od dwóch do czterech chetoporów u podgatunku nominatywnego i od pięciu do siedmiu u A. f. subpubescens. Spód ciała ma ubarwienie żółtawe do rudożółtego. Odnóża mają żółte uda oraz żółtobrązowe golenie i stopy. Te ostatnie u samca w przypadku pary drugiej mają szczątkowo wykształcone szeregi włosków adhezyjnych. 
Odwłok samicy ma ostatnie sternum z prostą lub lekko wykrojoną krawędzią tylną i dwoma parami szczecinek, samca zaś ma owo sternum na tylnej krawędzi umiarkowanie wykrojone i zaopatrzone w jedną parę szczecinek. Samiec ma genitalia o płacie środkowym edeagusa wyprostowanym, spłaszczonym, słabo u szczytu rozszerzonym, o lekko pośrodku zakrzywionym brzegu lewym. Płaska, lekko wydłużona, zaokrąglona blaszka wierzchołkowa jest nieco zakrzywiona dogrzbietowo. Endofallus ma rozproszone szczecinki na spodzie połowy nasadowej, niewielkie łuskowate pólko w pobliżu środka, dwa miękkawe, wydłużone, faliste skleryciki przy ujściu i jeden mały, twardy skleryt u nasady. Narządy rozrodcze samic cechują się silnie rozszerzonym, ale niezakrzywionym gruczołem spermatekalnym uchodzącym w pobliżu kulistawego szczytu spermateki. 

## Rozprzestrzenienie
Owad orientalny, zamieszkujący subkontynent indyjski i Półwysep Indochiński. Podgatunek nominatywny znany jest ze wschodniego Nepalu, wschodnich i południowych Indii oraz południowej Mjanmy. Podgatunek A. f. subpubescens podawany jest z Radżastanu w północno-zachodnich Indiach oraz północnego Pakistanu.